# Aristidis Rapanakis
Aristidis Rapanakis (grekiska: Αριστίδης Ραπανάκης), född 11 februari 1954, död i oktober 2022, var en grekisk seglare. Han tog en bronsmedalj för tävlande med soling vid olympiska sommarspelen 1980 i Moskva tillsammans med Tasos Bountouris och Tasos Gavrilis.